# Christa Runtenberg
Christa Runtenberg (* 1963) ist eine deutsche Philosophin, Didaktikerin und Hochschullehrerin.

## Leben
Christa Runtenberg studierte Philosophie und Germanistik an der Westfälischen Wilhelms-Universität Münster. Von 1995 bis 2000 war sie dort als wissenschaftliche Mitarbeiterin tätig und promovierte bei Kurt Bayertz und Ekkehard Martens. Anschließend war sie von 2000 bis 2005 wissenschaftliche Mitarbeiterin am Philosophischen Institut der Universität Rostock, dann am Philosophischen Seminar der Universität Münster, bevor sie im Sommersemester 2017 die Professur für Philosophiedidaktik an der Universität Oldenburg vertrat, die sie seit dem Wintersemester 2017/2018 innehat. Gegenwärtig ist sie Direktorin des dortigen Instituts für Philosophie.

## Schwerpunkte
Zu den Forschungsschwerpunkten von Christa Runtenberg gehören angewandte Praktische Philosophie, angewandte Ethik, Anthropologie und Bildungsphilosophie, Fachdidaktik der Philosophie und Philosophieren in der Sekundarstufe I sowie mit Kindern in der Grundschule und im elementarpädagogischen Bereich.

## Publikationen (Auswahl)

### Monografien
- Christa Runtenberg: Philosophiedidaktik. UTB, Paderborn 2016, ISBN 978-3-8252-4653-2 (170 S.).
- Johann Ach und Christa Runtenberg: Bioethik. Disziplin und Diskurs. Zur Selbstaufklärung angewandter Ethik. Campus, Frankfurt am Main und New York 2002, ISBN 978-3-593-37127-6 (234 S.).
- Christa Runtenberg: Didaktische Ansätze einer Ethik der Gentechnik. Produktionsorientierte Verfahren im Unterricht über die ethischen Probleme der Gentechnik. Karl Alber, Freiburg im Breisgau 2001, ISBN 978-3-495-48024-3 (344 S.).

### Herausgaben
- Christa Runtenberg (Hrsg.): Angewandte Philosophie und Formen des Philosophierens. Applied Philosophy and Forms of Philosophizing (= Angewandte Philosophie. Applied Philosophy. Nr. 1). Vandenhoeck & Ruprecht, Göttingen 2017, ISBN 978-3-8471-0844-3 (154 S.).
- Christa Runtenberg und Johannes Rohbeck (Hrsg.): Angewandte Philosophie. Thelem, Dresden 2012, ISBN 978-3-942411-68-4 (226 S.).
- Michael Fröhlich, Heiner Hastedt, Christa Runtenberg und Christian Thies (Hrsg.): Anthropologie. Siebert, Hannover 2004, ISBN 978-3-937223-05-6 (176 S.).
- Christa Runtenberg, Johann Ach und Gerd Brudermüller (Hrsg.): Hello Dolly? Über das Klonen. Suhrkamp, Frankfurt am Main 1998, ISBN 978-3-518-12060-6 (251 S.).

### Beiträge in Sammelbänden
- Christa Runtenberg: Zeitgemäße philosophische Bildung und empirische Unterrichtsforschung. In: Ekkehard Martens (Hrsg.): Empirie und Erfahrung im Philosophie- und Ethikunterricht. Siebert, Hannover 2017, ISBN 978-3-937223-18-6, S. 43–58.
- Christa Runtenberg: Kant als Aufklärer und Pädagoge. Zur Aktualität einer Philosophie als kritisches Selber-Denken. In: Udo Kern (Hrsg.): Was ist und was sein soll. Natur und Freiheit bei Immanuel Kant. Walter de Gruyter, Berlin und New York 2007, ISBN 978-3-11-020702-6, S. 223–239.

### Artikel in Fachzeitschriften
- Christa Runtenberg: Essays und Aphorismen. Reflexionen von Theodor W. Adorno im Philosophieunterricht. In: Zeitschrift für Didaktik der Philosophie und Ethik. Band 2, 2004, ISSN 0945-6295, S. 102–107.
- Christa Runtenberg: Bioethik und Produktionsorientierung. Kompetenzförderung im Unterricht über ethische Probleme der Klonierung menschlicher Embryonen. In: Zeitschrift für Didaktik der Philosophie und Ethik. Band 2, 2001, ISSN 0945-6295, S. 122–129.